# Altheim (Walldürn)
Altheim ist ein Dorf im Bauland und ein Stadtteil der Wallfahrts- und Garnisonsstadt Walldürn im Neckar-Odenwald-Kreis in Baden-Württemberg, das im Sommer 1974 sein 1200-jähriges Bestehen feierte. Zum Stadtteil gehören auch die Höfe Dörntal und Kudach und der Wohnplatz Untere Mühle.

## Geografische Lage
Altheim liegt im nach Süden laufenden Tal der Kirnau, die wenig oberhalb der Ortschaft entspringt, auf Höhen zwischen etwa 310 m und 370 m ü. NN im Zulaufbereich dreier Nebentäler. Die Kernstadt von Walldürn ist in Luftlinie etwa 9 Kilometer weit nordwestlich entfernt.
Im Bogen von Nordwest über Nord nach Nordost zieht um die oberste Kirnau-Talmulde auf Höhen ungefähr zwischen 390 m und 420 m ü. NN die Wasserscheide zur Erfa, die zum Main läuft, während die Kirnau selbst über den Neckar entwässert.
Die hügelige Flur um das Dorf herum steht überwiegend unterm Pflug, aber auch kleine Waldinseln gibt es darin, die sich im weiteren Umkreis vor allem im Norden und Süden zu fast zusammenhängenden Waldgebieten ausweiten.
Die zwei zugehörigen Höfe Dörntal und Kudach liegen im Osten des Dorfes an zwei Oberlaufarmen eines weiteren Kirnau-Zulaufes, der Wohnplatz Untermühle an dessen Mündung weniger als einen Kilometer südlich des unteren Dorfendes.

## Geschichte
Altheim zählt zu den ältesten Siedlungen des Baulands. Hünengräber weisen darauf hin, dass die Besiedelung der Gemarkung schon um 500 v. Chr. stattfand. Knapp 3,5 km westlich des Orts verlief der Obergermanisch-Raetische Limes, zu dem dort das Kleinkastell Rinschheim gehörte.
Erstmals urkundlich erwähnt wird der Ort 774 und 776 bereits als „Altheim“ im Lorscher Codex in zwei Schenkungsurkunden zur Zeit Karls des Großen. Erst wieder 1280 finden sich weitere schriftliche Nachweise über die Existenz von „Althen“ oder „Altheyn“ im Zusammenhang mit den Rechten der Stadt Buchen. Sicher ist, dass Altheim dann zu Beginn des 14. Jahrhunderts ein Lehen des Hochstifts in Würzburg war.
Aus weiteren Urkunden geht hervor, dass die „Rüde von Bödigheim“ und die „Herren von Adelsheim“ schon im 15. Jahrhundert Grundherren in Altheim waren und es Ende des 15. Jahrhunderts an das Erzstift zu Mainz verkauften, wo es bis zum Jahre 1803 verblieb. Die beiden Höfe „Kudach“ und „Dörntal“ werden in diesen beiden Verkaufsurkunden ebenfalls erwähnt. Die „Untere Mühle“ wird bereits 1347 genannt.
Im Jahre 1803 fällt Altheim durch den Reichsdeputationshauptschluss dem Fürstentum Leiningen zu und kommt 1806 zum neugeschaffenen Großherzogtum Baden. Altheim blieb durch die Jahrhunderte hindurch auch von zahlreichen Kriegswirren und Seuchen nicht verschont. Pest und Hungersnot als Folge der Bauernkriege 1524/25 und des Dreißigjährigen Krieges (1618–48) rafften einen großen Teil der Dorfbevölkerung hin.
Der Deutsch-Französische Krieg 1870/71 forderte keine Opfer unter den Altheimer Bürgern, während im Ersten Weltkrieg 37 und im Zweiten Weltkrieg 71 Kriegsteilnehmer nicht mehr in ihre Heimatgemeinde zurückkehren konnten.
In der Gemeinde Altheim, die bereits um 1800 über 1000 Einwohner zählte und mit ca. 2400 Hektar eine der größten Gemarkungen des Baulandes besitzt, spielte die Landwirtschaft schon immer eine dominante Rolle. Ein wichtiger Erwerbszweig der Altheimer Landwirtschaft war über viele Jahrzehnte hindurch der Grünkernbau, der hier auch seinen Ursprung hat.
Am 31. Dezember 1971 wurde Altheim nach Walldürn eingemeindet.

## Wirtschaft und Infrastruktur

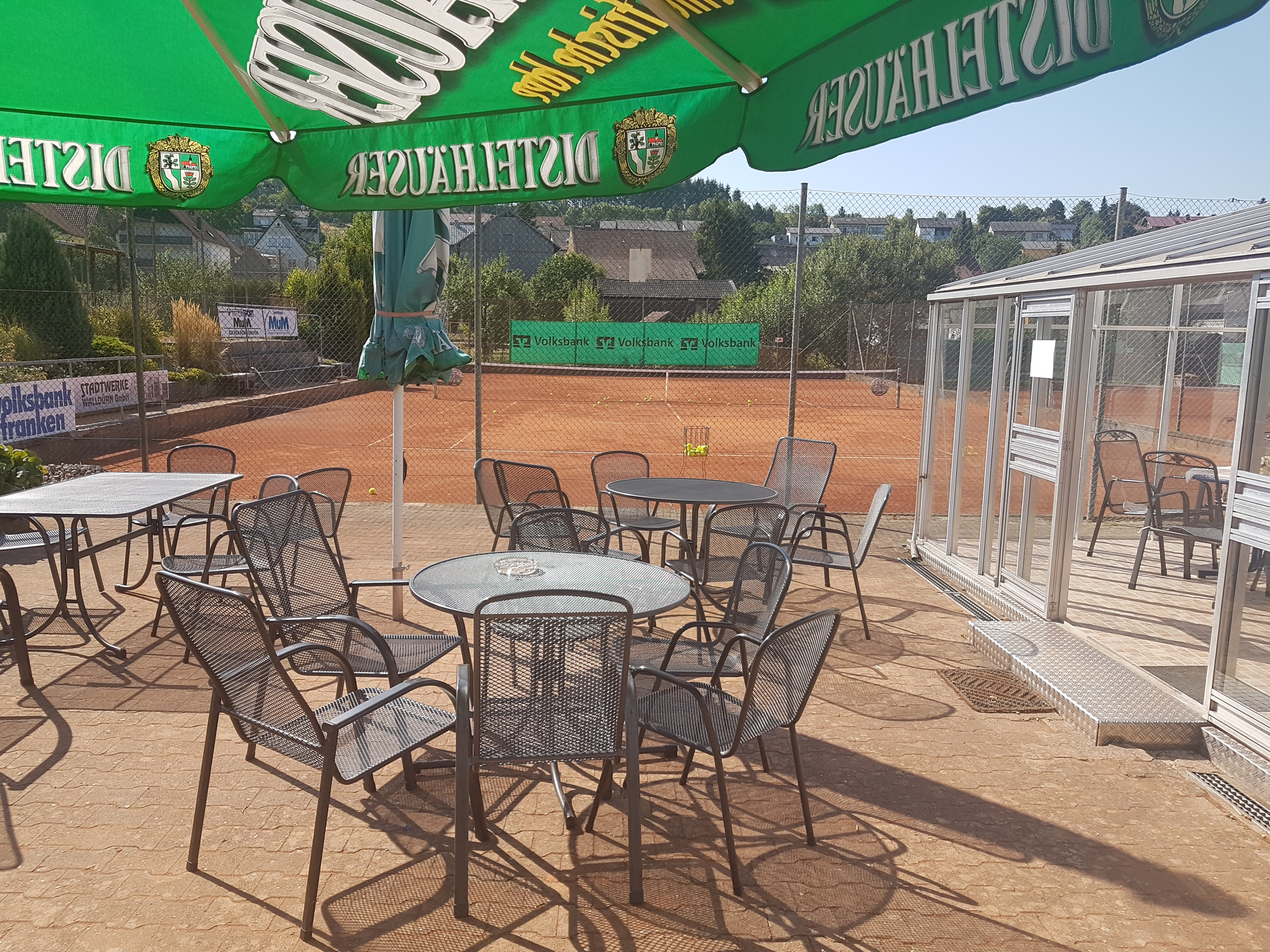
Tennisanlage des TC Blau-Weiß Altheim

In Altheim gab es im Jahr 2016 noch vier hauptberufliche Landwirte, davon zwei Milchviehhalter, wovon wiederum einer ein Ausbildungsbetrieb ist. Ein Großteil der Fläche wird im Neben- und Zuerwerb bewirtschaftet. Am häufigsten werden Weizen, Gerste, Raps, Mais, Dinkel und Roggen angebaut; vereinzelt auch noch Kartoffeln, Hafer, Soja und Zuckerrüben. Drei Landwirte errichteten im Jahr 2006 als Alternative zur Lebensmittelproduktion eine Biogasanlage.
Sehr ausgeprägt war auch das Handwerk. Viele Betriebe waren am Ort vertreten:
Schmiede, Wagner, Schuster, Gerber, Küfer, Schreiner, Zimmerleute, Maurer, Färber, Leineweber, Bierbrauer, Bäcker, Metzger und Hafner. Die Leineweberei war 1806 mit 26 Webern das am stärksten vertretene Gewerbe.
Im Ort gibt es heute nur noch wenige Handwerksbetriebe. Durch Industrieansiedlung der Firma Rohlf-Feinelektrik 1963, die später von der Firma Bartec Compit weitergeführt wurde, sowie der Firma Perga Plastic im Jahre 1970 wurden viele Arbeitsplätze geschaffen. 1995 wurde die Filiale der Bartec Compit in Altheim aufgelöst und viele Einheimische verloren ihren Arbeitsplatz seit Jahrzehnten. Perga Plastic expandierte jedoch stark und beschäftigt heute ca. 200 Arbeitnehmer. 2015/2016 begann eine Betriebserweiterung, wozu der Brügelgrabens auf die südliche Seite des Tiefenweges verlegt wurde.
Ein Depot der Bundeswehr sorgt für einige weitere Arbeitsplätze. Dieses wurde ursprünglich 2017 im Zuge einiger Reformen geschlossen. Zum 1. April 2022 erfolgte jedoch die Wiederinbetriebnahme wegen veränderter sicherheitspolitischer Rahmenbedingungen. Ab 2026 soll zusätzlich eine Bundeswehr-Feuerwehr im Munitionsdepot stationiert werden.
An Hochbauten wurden 1956 das Rathaus, 1964/65 ein Schulgebäude und 1968 ein Feuerwehrhaus errichtet. 1966/70 wurde ein Pfarrhaus und 1973/74 ein Kindergarten neu erstellt. Mit dem Anschluss an die Fernwasserversorgung und der Errichtung eines neuen Hochbehälters im Jahre 1973 wurde die Wasserversorgung gesichert. Darüber hinaus verbesserten die Flurbereinigung und der Bau eines Rückhaltebeckens die Infrastruktur Altheims, ebenso Haus- und Flächenkanalisation verbunden mit der Kläranlage.
Der Windpark "Altheimer Höhe" umfasst fünf Windenergieanlagen, wovon drei 2001 und weitere zwei im Jahre 2010 errichtet wurden.
Die Wohnqualität des Ortes wurde durch Dorferneuerungsmaßnahmen und das Neubaugebiet „Gütleinsäcker“ erhöht. Ab 2016 wird das genannte Wohngebiet in der Begonienstraße um 24 Bauplätze erweitert.

## Verkehr
Von Walldürn her führt die L 519 ins Dorf, sie verlässt es talwärts und nach Süden in Richtung Sindolsheim. Im Ort mündet in diese von Gerichtstetten im Nordosten her die L 579. Der nächste Autobahnanschluss ist, auf der Straße etwa 17 km entfernt, die Anschlussstelle Boxberg an der A 81. Etwas näher liegen die Bahnhöfe Walldürn und Buchen an der Bahnstrecke Seckach–Miltenberg sowie  Rosenberg an der Frankenbahn (Stuttgart–Würzburg).

## Sehenswürdigkeiten

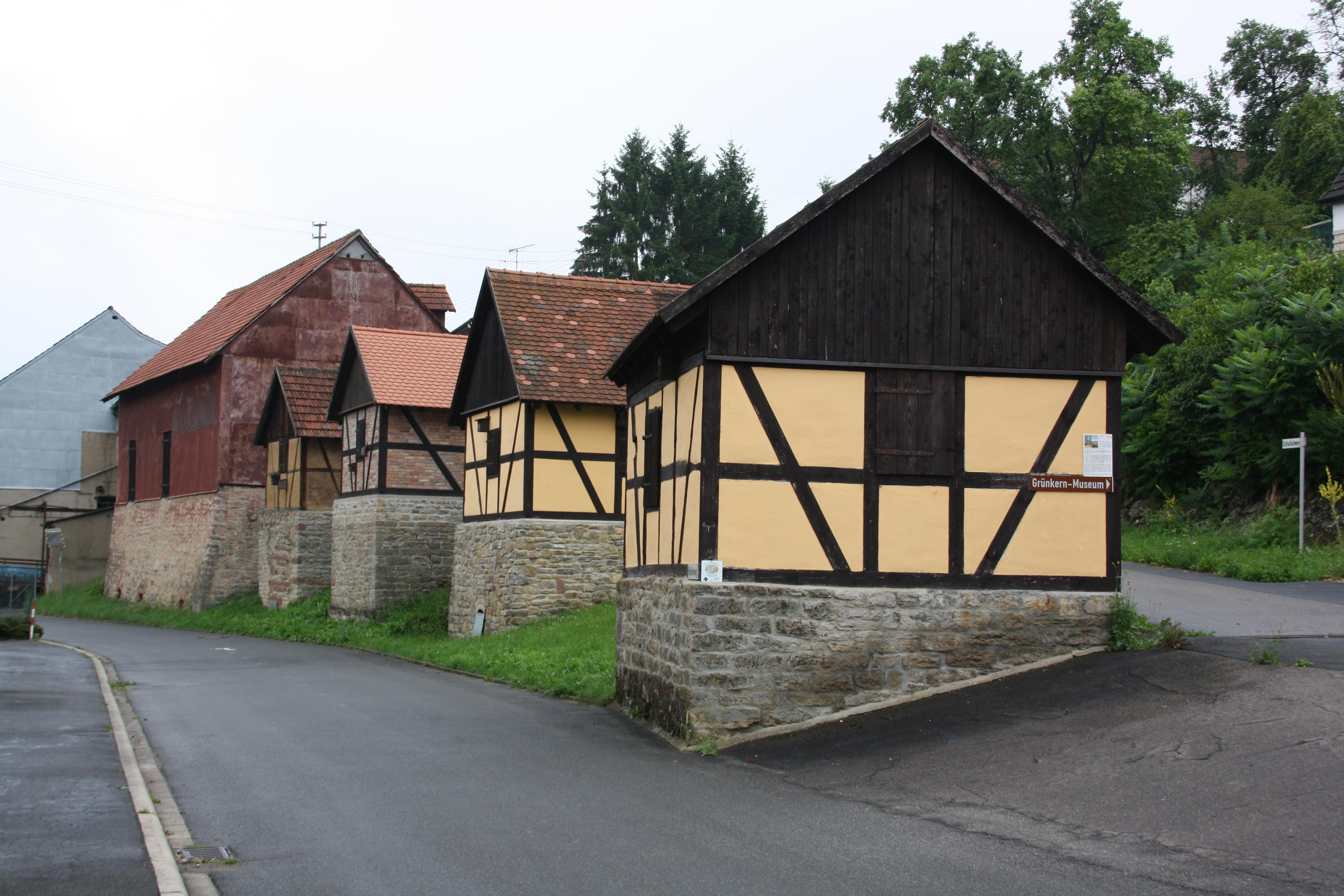
Einige der Darrhäuser in Altheim

In Altheim sind 13 aneinander gereihte Darrhäuser erhalten, die der Herstellung von Grünkern aus Dinkel dienten. Dort befindet sich ein Museum, das über die Entstehung des Grünkerns während der Hungerjahre des 19. Jahrhunderts, über Aussaat, Ernte und Vermarktung sowie Gerätschaften informiert.

## Ehemaliges Wappen
Altheim nahm auf Vorschlag des Generallandesarchivs im Jahr 1909 sein Wappen an: „In Rot ein goldener (gelber) Krummstab begleitet von zwei sechsspeichigen silbernen (weißen) Rädern.“ Das Rad ist das Wappenmotiv des Kurfürstentums Mainz. Das Wappen erlosch Ende 1971 mit der Eingemeindung nach Walldürn.